# Kinazy aktywowane mitogenami
Kinazy aktywowane mitogenami (kinazy MAP, MAPK, ang. mitogen-activated protein kinases, EC 2.7.11.24) – grupa kinaz białkowych serynowo-treoninowych, odgrywających rolę w regulacji odpowiedzi na sygnały zewnętrzne dochodzące do komórki (mitogeny). Mają one zatem wpływ na ekspresję genów, podziały, różnicowanie, ruch i apoptozę komórek. 

## Funkcje
Kinazy MAP są zaangażowane w działania większości pozajądrowych onkogenów. Są odpowiedzialne za odpowiedź komórkową na działanie czynników wzrostu, takich jak BDNF czy NGF. Bodźce działające na komórkę powodują aktywację kaskady MAPK, mającą hierarchiczną strukturę: składają się na nią kinazy klasy MAPK, które z kolei są fosforylowane i aktywowane przez MAPKK (albo MAP2K), które z kolei są fosforylowane i regulowane przez MAPKKK (albo MAP3K, EC 2.7.11.25). MAPKKK są aktywowane w wyniku interakcji z białkami należącymi do rodziny małych białek GTPazowych, takich jak Ras/Rap albo RhoA, bądź innych kinaz. 

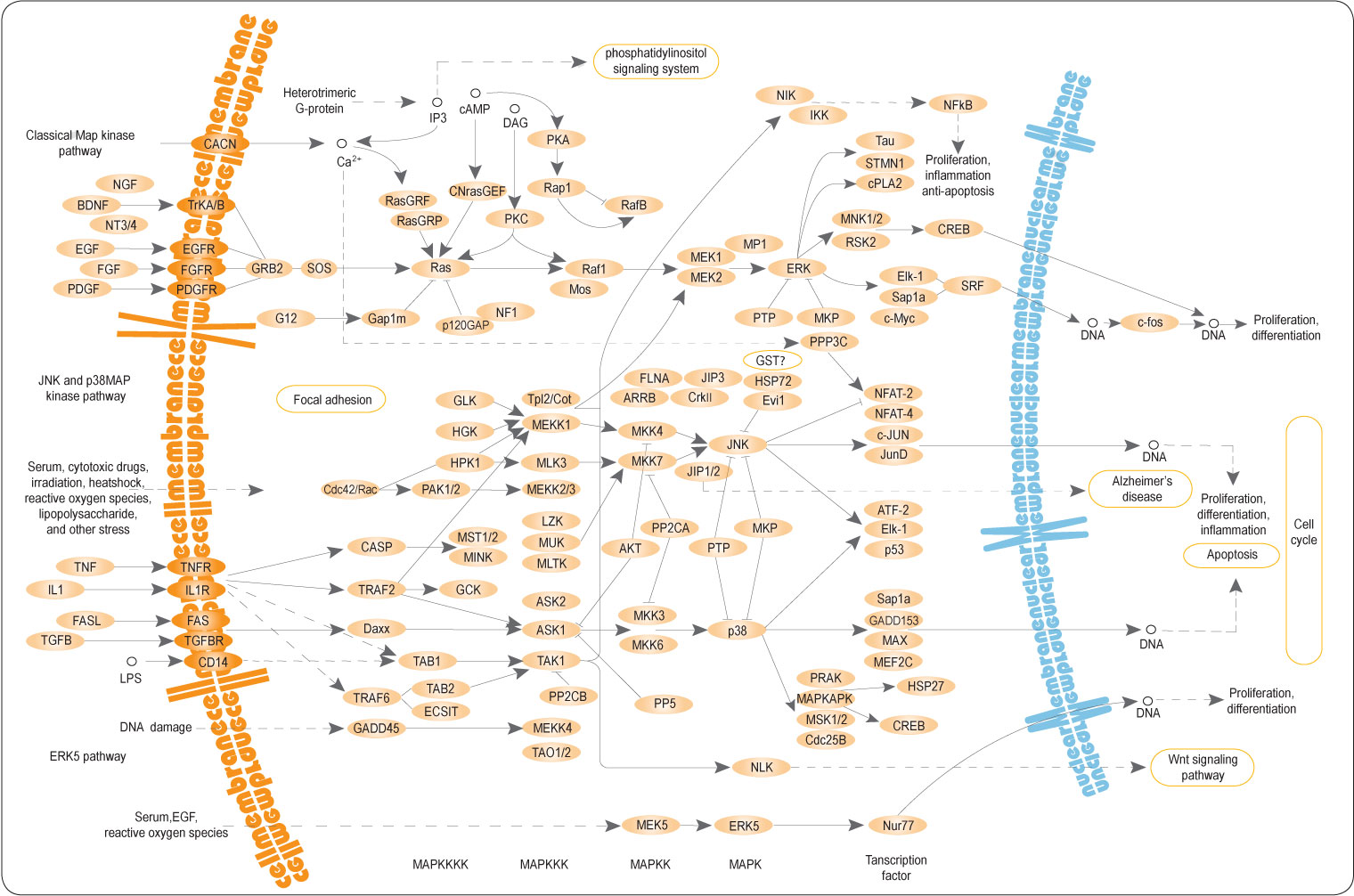
Kaskada kinaz MAP

U ssaków zidentyfikowano jak dotąd cztery grupy kinaz MAP:
1. ERK (extracellular signal-regulated kinases) - poprzez kinazy tej grupy działają czynniki wzrostu i estry forbolu; odpowiadają za regulację proliferacji i różnicowania komórek;
2. JNK (c-Jun N-terminal kinases) określane też jako kinazy aktywowane stresem (stress-activated protein kinases, SAPK) - pośredniczą w działaniu czynników stresowych: cytokin, promieniowania ultrafioletowego, szoku cieplnego, szoku osmotycznego, są zaangażowane w różnicowanie komórek i ich apoptozę;
3. Izoformy białka p38 - ich funkcja jest zbliżona do kinaz grupy JNK;
4. ERK5 - niedawno zidentyfikowana grupa kinaz, aktywowanych zarówno działaniem czynników stresowych i czynników wzrostu.